# 1824: The Arkansas War
1824: The Arkansas War este un roman scris de Eric Flint din 2006.

## Legături externe
- 1824: The Arkansas War la Google Books